# Budapesti libegő
A budapesti libegő 1970-ben átadott, a Zugligetből a János-hegyre vezető drótkötélpályás felvonó (függővasút) Budapest XII. kerületében.
A libegő útvonala 1040 m hosszú, a két állomása közötti szintkülönbség 262 m, és ezt a távolságot mintegy 12 perc alatt teszi meg. A tartókábel két helyen az oszlopok kerekei alatt, a többinél a kerekek felett fut.

## Megközelítése
A libegő megindulásakor az 58-as villamossal lehetett eljutni az alsó végállomáshoz. A járatot 1977-ben megszüntették, azóta az alsó állomás a Széll Kálmán térről induló 158-as autóbusz végállomásától, majd a BKV 2008-as paraméterkönyve után a Nyugati pályaudvartól induló 291-es busszal érhető el. 2019 óta a Libegők Éjszakája rendezvény alkalmával a Széll Kálmán térről induló R158-as busszal is megközelíthető.
A felső állomása valamivel az 527 m magas János-hegy csúcsán álló Erzsébet-kilátó alatt fekszik a Hármaskút-tetőn. A Gyermekvasút János-hegy vagy Virágvölgy állomásától rövid erdei gyaloglással közelíthető meg. A felső állomás a 21-es, 212-es, 212B, 221-es és 990-es busz Normafa, látogatóközpont megállójától félórás sétával érhető el.

## Története

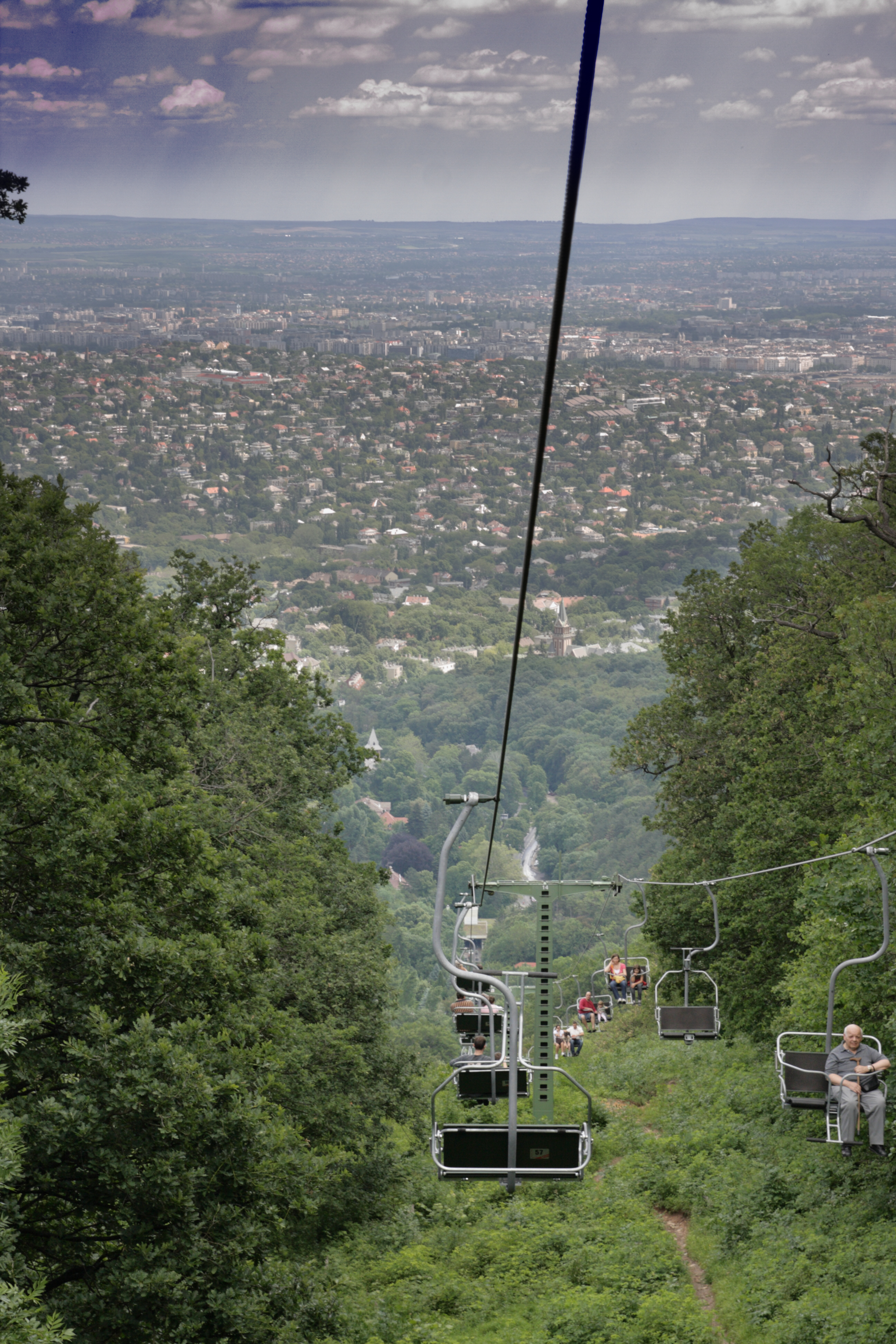
Utazás a libegőn

### Tervezése
Az első Bleichert-féle légi kötélpálya 1875-ös megszületése után 60 évvel Magyarországon is jelentkezett egy vállalkozó, aki tervet dolgozott ki az első magyar drótkötélpályás függővasút megépítésére.
Az igényét az 1910-ben épült János-hegyi Erzsébet-kilátó teremtette meg, amely kirándulók tömegeit vonzotta. 1933-ban ifj. Hantos István mérnök állt elő az ötlettel, hogy függővasutat szeretne építeni Zugliget és János-hegy között. Részletes tervére megkapta az előmunkálati engedélyt, de csak az előkészületek történtek meg.
Az 1940-es évek elején a Budapest Székesfővárosi Közlekedési Rt. karolta fel az elképzelést, és újra terveket készíttetett. A megépülést azonban a második világháború kitörése megakadályozta.
1945 tavaszán újra felmerült a drótkötélpályás közlekedés kiépítése. Egy egész hálózat szerepelt a tervekben. Elsőként az Óbuda széléről a Hármashatár-hegyre vezető kötélpályát akarták megépíteni. De ez a terv nem valósult meg.
1967-ben fordulat állt be az évtizedek óta húzódó tervezésben. Budapest XII. Kerületi Tanácsa határozatot hozott, hogy 1968-ban egy kötélpályavasút építési munkálatait el kell kezdeni. 
Frankó Endre korábbi Puma-vadászpilóta tervei alapján indult meg az építés. 
A minisztérium a beruházás mellé állt, és az Út- Vasúttervező Vállalat (UVATERV) szakmai munkája biztosítékot jelentett az ország első kötélpályájának szakszerű megépítéséhez.

### A pálya építése
Az építkezés 1969. március 24-én megkezdődött. A munkálatokat Pataki László irányította, s ő lett az első üzemvezetője is a kötélpályának. Az építkezés fővállalkozója az Országos Bányagépgyártó Vállalat volt.

#### Az anyagok szállítása
A meredek terepen különleges feladatot jelentett a 17 tartóoszlop szállítása és elhelyezése. A hegyoldalban a betonalapok anyagát ideiglenes kötélpálya szállította. Az acéloszlopokat Tatabányán a végleges méretre hegesztették. A helyszínre szállított, összeszerelt oszlopokat „szánkókra" helyezték, és azokon csörlőzték le a helyükre, majd felállították az előre elkészített betonalapokra. A kötélpálya nyomvonalán két épületet le kellett bontani.

#### A drótkötél
A kötélpálya ellenzői már a kezdetektől leginkább a kötelet támadták. Az egyköteles változatú pályánál a leglényegesebb biztonsági kérdést éppen a drótkötél megbízhatósága vetette fel. A kábelt érő, előre nem látható, lökésszerű igénybevételek a normális terhelésnek akár a kétszeresét is kitehetik, ezért a kötelet 8-10-szeres biztonsági tényezővel tervezték. A drótkötelet és a függőszékeket osztrák importból szerezték be. Az 1991-es rekonstrukció során magyar drótkötelet építettek be, de a veszélyes üzem miatt 1992 januárjában ismét osztrák gyártmányúra cserélték. A kötél 9 év alatt összesen 20 métert nyúlt, 4 alkalommal kellett rövidíteni. Ez a kábelvasutak gyakorlatában normálisnak tekinthető. Az 1979-ben behelyezett eredeti drótkötél hasonló biztonságú és nyúlású volt: 12 esztendő során négyszer kellett megrövidíteni.

#### Az állomásépületek

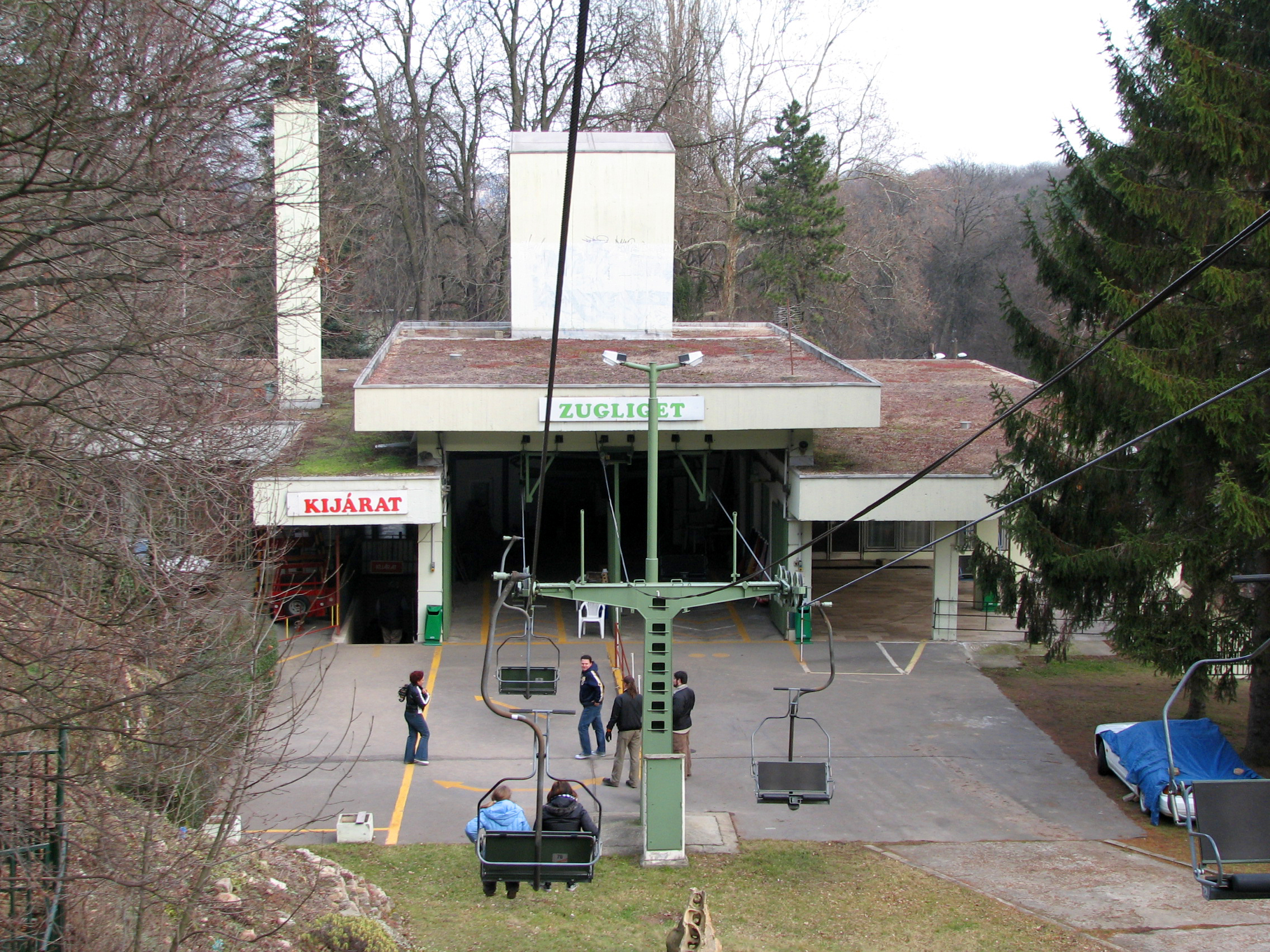
A zugligeti állomás

A pálya két állomása a Pestmegyei Közúti Építők Vállalat kivitelezésében épült. Az épületek mára állagukban is elhasználódtak. A környék rendezési terve szerint sem az alsó, sem pedig a felső állomás mellett – a régi Jánoshegyi Vendéglő visszaállításán kívül – más építményt nem szabad emelni, így csak a végállomási épületekben lehetséges szolgáltató büfé, vendéglő, árusító helyet kialakítani.
A tervezők, kivitelezők munkája sikerein felbuzdulva, az 1970-es években újabb kötélpályatervek készültek nemcsak a budai hegyek csúcsainak elérésére, hanem Budapesten kívüli kötélpályák építésére is. Ezek közül azonban egy sem valósult meg.
- Az alsó végállomás helyzete: é. sz. 47° 30′ 60″, k. h. 18° 58′ 28″47.516542°N 18.974397°E
- A felső végállomás helyzete: é. sz. 47° 30′ 58″, k. h. 18° 57′ 38″47.516064°N 18.960478°E

#### Meghajtása
A 102 üres kettősülés és a drótkötél együttes tömege mintegy öt tonna, ami maximális kihasználás mellett ennek négyszerese is lehet. A rendszert üzemszerűen egy, a felső állomáson telepített 90 kW-os háromfázisú aszinkron villanymotor mozgatja. Ennek működéskiesése esetén a „leürítést” egy Lada-típusú, benzinüzemű belső égésű motor biztosítja.

### A kezdeti üzem
A libegő a XII. kerületi Tanács költségvetési üzemeként indult meg. Az első tíz év a siker évtizede volt. A 14 millió forintos beruházással épített függőszékes közlekedési eszköz már az első háromnegyed évben 2 millió forint hasznot hozott, s az első tíz esztendő elteltével is nyereséggel zárult az üzem (a beruházás megtérülésével nem foglalkoztak). Ekkorra már összesen 4,5 milliónyian utaztak a libegőn. Egész évben heti hat napon keresztül működött, szünnap csak minden hétfőn és az ünnepnapok utáni első napon volt.
A kezdeti szemetelések a függőpálya alatti lakókertekben, az utazók lábának elkapása, a libegőbe való kapaszkodás később megszűnt, a környék része lett a kötélpálya.

### Vendéglő és sípálya ötlete
A libegő kezdeti nagy forgalma hamarosan felvetette egy vendéglő építésének ötletét a felső végállomás mellett. Ezen a területen állt korábban a Jánoshegyi vendéglő favázas, hegyi épülete is, amely évtizedeken át közkedvelt volt a kirándulók között. A libegő megépítése után el is készült egy új, a Vadász Étterem épületének terve, de megépítése végül elmaradt. Az 1985-ös kerületi rendezési terv is elképzelt egy kétszintes vendéglátó épületet, éttermekkel, büfékkel, alpesi, magastetős formával. A libegő üzemeltetője is üdvözölte az új épület ötletét, s felajánlotta, hogy este 10 óráig óránkénti indítással szállítaná le Zugligetbe a vendéglő látogatóit. Ez sem épült meg, a felső végállomás épületében hétvégeken csak büfé működik.
Az 1997–98-ban készített rendezési terv az egykori Jánoshegyi Étterem visszaállítására tett javaslatot.
Miután átadták üzemelésre a libegőt, 1970-ben a kerületi tanács részletes sípályatervet dolgoztatott ki „Télipark" címmel a Normafa és János-hegy közötti északkeleti lejtőkre. El is készült a sípálya felső szakasza, de mindjárt az első esztendőben halálos baleset történt a meredek, erdővel szegélyezett pályán. Ezután a pálya további építését leállították. A hivatalos helyszínrajzon ki van jelölve a pálya területe. A rendezési terv előírásainak megfelelően „a sílesiklópálya és a középállomás kialakításának lehetősége megtartandó".

### Baleset
A baleset sokáig elkerülte a libegőt, azonban 2004 nyarán egy nő kiesett az ülésből a Tündérhegynél alig két és fél méter magasságból. Az egyedül utazó középkorú asszony utazás közben olvasott, megszédült. A balesetben lényegesen közrejátszott, hogy a biztonsági korlátot menet közben felhajtotta.

### Névpályázat
Az első magyar kötélpálya neve eleinte szakmai körökben „jánoshegyi kötélpálya" illetve „zugligeti kötélpálya" volt. A kerületi önkormányzat pályázatot írt ki, ahol bárki javasolhatott nevet. Több tízezer javaslat érkezett. A teljes lista megtalálható a XII. kerületi Hegyvidéki Helytörténeti Gyűjtemény és Galériában. Végül a zsűri a javaslatok között nem szereplő libegő nevet adta a drótkötélpályának. Az ötletet valószínűleg a „Lebegő" névjavaslat adta. A hivatalos név „Jánoshegyi Légpálya" lett.

## Utazás a libegőn

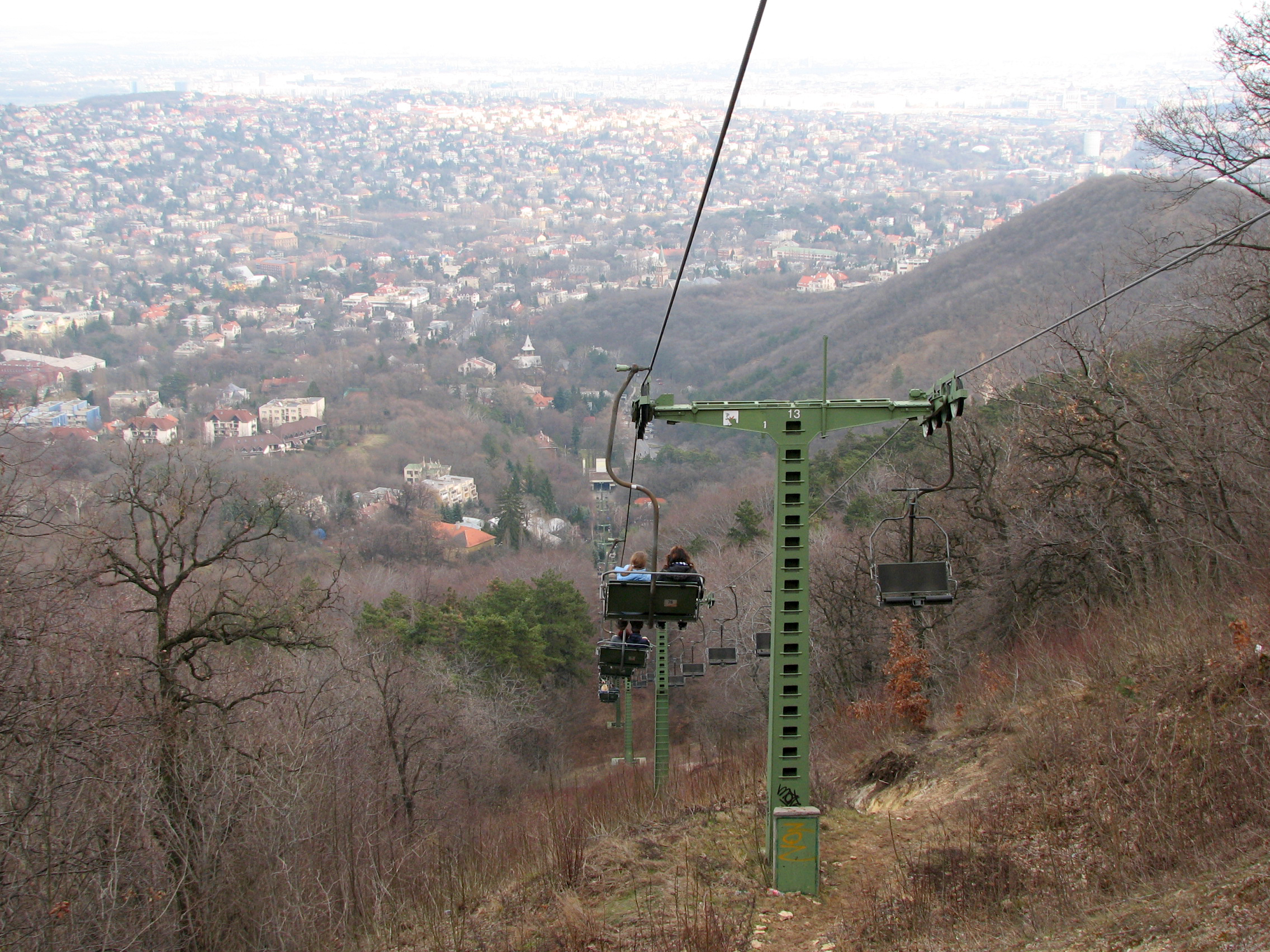
Kilátás a libegőről, lefelé haladva

Az élmény egészen más, ha felfelé utazunk, mint mikor lefelé haladva újabb és újabb kép tűnik fel a főváros panorámájából.
Felfelé a libegő a Zugligeti-katlanból indul. Ezt a völgyet a víz évezredek során vájta be a dolomit hegyek közé. A Tündér-szikla, a Hunyad-orom lábánál lévő Szószék-szikla mutatja a felszínközeli dolomit jelenlétét. Az első métereket az erdőszélen teszi meg a felvonó, feljebb magánkertek fölé ér.
A libegőről látható nevezetességek:
- Remetefej-szikla
- Remete út

Lefelé káprázatos a kilátás a Hármashatárhegy vonulatára, a Pilis csúcsaira, a budai és pesti városrészek makettszerű látványára. Tiszta időben látszanak a pestszéli szántóföldek, a gödöllői erdős dombok és a váci Naszály-hegy is. S ahogy közeledünk az alsó végállomáshoz. úgy közeledik hozzánk a zugligeti völgy, zöldbe ágyazott házaival, kiemelkedő templomával.
A függőpálya alatt meredek gyalogösvény kígyózik felfelé. Minden tavasszal megrendezik az „Előzd meg a libegőt” futóversenyt, ahol a jelentkezők a meredek hegyoldal keskeny ösvényén futnak, vagy kapaszkodnak fel az alsó állomástól a felső végállomásig.

## Üzemeltetője
A XII. kerületi Tanács hét éven keresztül üzemeltette a libegőt. 1977-ben könyvátírással a libegőt átadta a Budapesti Közlekedési Vállalatnak. Itt az üzemeltetést a III. sz. Villamos Üzemegység vette át. Tizenkét évi üzem után, 1989. január 1-jétől vette át az üzemeltetési feladatokat az újonnan létrehozott Hegyi vasút és Kötélpálya Üzemek. A BKV a sikló és a fogaskerekű üzemeltetését is ide rendelte. 1998. január 1. újabb változás volt a libegő életében, ekkor került BKV Libegő Szolgáltató és Kereskedelmi Kft. üzemeltetésébe.
1999-ben felvetődött a libegő privatizálása is. Ennek egyik akadálya az, hogy a libegő alatti terület nem a libegő tulajdona, és így nem lehet tudni, mit adnának magántulajdonba. A magánosítást egy időre levették a napirendről.
A BKV a libegőt 2000-ben tíz évre bérbe adta, Kasos István és Vadas Antal kapta meg hasznosításra.
A tízéves bérlet lejártát követően a BKV a libegő üzemeltetését, a 2010 kora tavaszán elvégzett felújítása után nem hirdette meg újra. 2010 áprilisától a libegőt ismét a BKV üzemelteti.

## Nyitvatartás
A libegő egész éven át üzemel, minden nap 10.00–15.30÷19.00 között. A zárás időpontja az év adott szakától függ, mivel sötétedés előtt meghatározott időben – biztonsági okokból – le kell állítani a libegőt. Rendszeres karbantartás miatt minden páros hét hétfőjén üzemszünet van, hacsak az a nap nem ünnepnap. Emellett előfordulhatnak hosszabb leállások karbantartás miatt, illetve fontos, hogy kedvezőtlen időjárási körülmények között szintén le kell állítani a libegőt.